# ウィル・アーネット
ウィル・アーネット（Will Arnett, 1970年5月4日 - ）は、カナダ、オンタリオ州トロント生まれの俳優・声優である。

## 生い立ち
1970年にトロントに生まれる。地元ではトロントではフランス語の学校へ通っていた。
地元トロントの学校を経てモントリオールにあるConcordia Universityへ進学するが、少しして退学。母親の励ましが役者を志すきっかけとなり、地元のコマーシャルのオーディションを受けて本格的に演技の勉強をすることを決意した。

### キャリア
20歳でトロントからニューヨークへ渡り、リー・ストラスバーグに師事し演技を勉強する。徐々にニューヨークの舞台などで活動を始めて、最初に役を演じたのはフェリシティ・ハフマンの自主映画『Erie』だった。
1996年にテレビ番組のパイロット版の役をもらうのだが、企画自体がなくなってしまう。その後、友人が監督した『Southie』に出演。その後もテレビ番組のパイロット版への出演をするのだが、こちらも少ししてから製作中止になってしまう。なかなか芽が出ない日々が続くのだが、2003年に出演したFOX局製作のコメディ番組『アレステッド・ディベロプメント』の“George Oscar "G.O.B." Bluth II”役が大ウケして一躍注目され始める。なお、同役でエミー賞にもノミネートされている。その後は映画にも進出し、ウィル・フェレルやジョン・ヘダーらと共演したコメディ映画『俺たちフィギュアスケーター』は日本でも大ヒット。その後も着々とキャリアを重ねており、コメディを中心に活躍している。
また声優として『ホートン ふしぎな世界のダレダーレ』や『アイス・エイジ2』、レミーのおいしいレストランなどに登場している。声の出演ではほかにゲストとしてクエンティン・タランティーノ監督の『プラネット・テラー in グラインドハウス』やアニメシリーズ『キング・オブ・ザ・ヒル』などに出演した。

### 来日
2015年2月に『ミュータント・タートルズ』のプロモーションの為に、共演者のミーガン・フォックスらと共に来日。節分の時期でもあったため、ジャパンプレミアではフォックスと共に豆まきも披露したほか、日本側から出席したカンニングの竹山隆範らと共にステージに登壇した。

### 私生活
1994年に女優のペネロープ・アン・ミラーと結婚するが、翌年離婚。2003年にコメディ女優のエイミー・ポーラーと結婚 し、2008年に第一子（男児）が、2010年に第二子（男児）が生まれている。なお、エイミーとは『俺たちフィギュアスケーター』で共演。意地の悪い双子のスケーターをユーモラスに演じて、二人揃って映画に貢献している。しかし2012年9月、離婚することが明らかになった。

## 出演作品

### 映画
| 公開年 | 邦題 原題                                                                      | 役名                                 | 備考             | 吹き替え                  |
| ------ | ------------------------------------------------------------------------------ | ------------------------------------ | ---------------- | ------------------------- |
| 1998   | サウス・ボストン Southie                                                       | ホイッティー                         |                  |                           |
| 2003   | レックス・ザ・チャンプ/無敗の帝王 Undefeated                                   | スコット・グリーンのアシスタント     | テレビ映画       |                           |
| 2005   | ウェディング宣言 Monster-in-Law                                                | キット                               |                  |                           |
| 2006   | アイス・エイジ2 Ice Age: The Meltdown                                          | ハゲワシ                             | アニメ、声の出演 | 石塚運昇                  |
| 2006   | RV                                                                             | トッド                               |                  | 入江崇史                  |
| 2006   | プリズン・フリーク Let's Go to Prison                                          | ネルソン・ビーダーマン4世            |                  | 千葉繁                    |
| 2007   | 俺たちフィギュアスケーター Blades of Glory                                     | ストランツ・ヴァン・ウォルデンバーグ |                  | 檀臣幸                    |
| 2007   | レミーのおいしいレストラン Ratatouille                                         | ホルスト                             | アニメ、声の出演 | 東地宏樹                  |
| 2007   | ホット・ロッド/めざせ!不死身のスタントマン Hot Rod                             | ジョナサン                           |                  |                           |
| 2007   | 最凶家族計画 The Brothers Solomon                                              | ジョン・ソロモン                     |                  |                           |
| 2008   | 俺たちダンクシューター Semi-Pro                                                | ルー・レッドウッド                   |                  | 檀臣幸                    |
| 2008   | ホートン/ふしぎな世界のダレダーレ Horton Hears a Who!                          | ブラド                               | アニメ、声の出演 | 広瀬彰勇                  |
| 2008   | ROCKER 40歳のロック☆デビュー The Rocker                                        | レックス                             |                  | TBA                       |
| 2009   | スプリング・ブレイクダウン Spring Breakdown                                    | テッド                               |                  |                           |
| 2009   | モンスターVSエイリアン Monsters vs Aliens                                      | ミッシング・リンク                   | アニメ、声の出演 | 乃村健次                  |
| 2009   | スパイアニマル・Gフォース G-Force                                              | キップ・キリアン部長                 |                  | 喜山茂雄                  |
| 2010   | みんな私に恋をする When in Rome                                                | アントニオ・ドナテッラ               |                  | 高宮俊介                  |
| 2010   | ジョナ・ヘックス Jonah Hex                                                     | グラス                               |                  | 落合弘治                  |
| 2010   | 怪盗グルーの月泥棒 3D Despicable Me                                            | パーキンス氏                         | アニメ、声の出演 | 内海賢二                  |
| 2012   | メン・イン・ブラック3 Men in Black 3                                           | エージェントAA                       | クレジットなし   | 上田燿司                  |
| 2014   | LEGO ムービー The Lego Movie                                                   | バットマン                           | アニメ、声の出演 | 山寺宏一 東地宏樹（予告） |
| 2014   | ミュータント・タートルズ Teenage Mutant Ninja Turtles                          | バーノン・フェンウィック             |                  | 咲野俊介                  |
| 2017   | レゴバットマン ザ・ムービー The Lego Batman Movie                              | バットマン                           | アニメ、声の出演 | 山寺宏一                  |
| 2018   | ティーン・タイタンズ・ゴー! トゥ・ザ・ムービーズ Teen Titans Go! to the Movies | スレイド                             | アニメ、声の出演 |                           |
| 2019   | レゴ ムービー 2 The Lego Movie 2: The Second Part                              | バットマン                           | アニメ、声の出演 | 山寺宏一                  |
| 2021   | マペットのホーンテッドマンション Muppets Haunted Mansion                       | ゴーストホスト                       | 声の出演         | 安崎求                    |
| 2022   | モンスターズ・リーグ RUMBLE                                                    | スティーブ                           | アニメ、声の出演 | 高橋広樹                  |
| 2022   | ミニオンズ フィーバー Minions: The Rise of Gru                                 | パーキンス氏                         | アニメ、声の出演 | 間宮康弘                  |
| 2022   | チップとデールの大作戦 レスキュー・レンジャーズ Chip 'n Dale: Rescue Rangers   | スウィート・ピート                   | 声の出演         | 落合弘治                  |
| 2023   | ネクスト・ゴール・ウィンズ Next Goal Wins                                      | Alex Magnussen                       |                  | N/A                       |
| 2025   | Is This Thing On?'                                                             | Alex                                 |                  |                           |

### テレビシリーズ
| 放映年    | 邦題 原題                                                  | 役名                            | 備考                                                 | 吹き替え |
| --------- | ---------------------------------------------------------- | ------------------------------- | ---------------------------------------------------- | -------- |
| 1999      | セックス・アンド・ザ・シティ Sex and the City              | ジャック                        | 第2シーズン第12話「La Douleur Exquise!」             |          |
| 2000      | サード・ウォッチ Third Watch                               | ケニー                          | 第1シーズン第19話「Spring Forward, Fall Back」       |          |
| 2001      | ボストン・パブリック Boston Public                         | セールスマン                    | 第2シーズン第7話「Chapter Twenty-Nine」              |          |
| 2002      | ザ・ソプラノズ 哀愁のマフィア Sopranos                     | マイク                          | 計2話出演                                            |          |
| 2002      | LAW & ORDER:性犯罪特捜班 Law & Order: Special Victims Unit | トニー・デイモン                | 第4シーズン第5話「秩序のない世界」                   |          |
| 2003-2013 | アレステッド・ディベロプメント Arrested Development        | ジョージ・オスカー・ブルース2世 | 計54話出演                                           |          |
| 2004      | ふたりは友達? ウィル&グレイス Will & Grace                 | ジョンソン                      | 第7シーズン第2話「Back Up, Dancer」                  |          |
| 2007-2013 | 30 ROCK/サーティー・ロック 30 Rock                         | デヴォン                        | 計9話出演                                            |          |
| 2010-2011 | Running Wilde                                              | スティーヴン・ワイルド          | 計13話出演                                           | N/A      |
| 2010-2012 | The Increasingly Poor Decisions of Todd Margaret           | ブレント・ウィルツ              | 計12話出演                                           | N/A      |
| 2011      | ザ・オフィス The Office                                    | フレッド・ヘンリー              | 第7シーズン第24話「Search Committee」                | N/A      |
| 2011-2012 | Up All Night                                               | クリス・ブリンクリー            | 計35話出演                                           | N/A      |
| 2014-2020 | ボージャック・ホースマン                                   | ボージャック・ホースマン        | 声の出演 Netflixオリジナルアニメ                     | 落合弘治 |
| 2016-2017 | フレークド Flaked                                          | チップ                          | Netflixオリジナルドラマ 出演・脚本・監督・製作総指揮 | 落合弘治 |
| 2019      | プリンセス ユニキャット Unikitty!                          | ブルース・ウェイン              | 声の出演                                             |          |
| 2021-2023 | ザ・モーニングショー The Morning Show                      | ダグ・クラスン                  | 計3話出演                                            |          |
| 2022      | マーダーヴィル～謎解きはアドリブで～ Murderville           | Senior Detective Terry Seattle  | Netflixオリジナルドラマ                              | N/A      |
| 2022      | 海賊になった貴族 Our Flag Means Death                      | ジョン・ラカム                  | 計1話出演                                            |          |
| 2022      | バンクーバー島と海のオオカミ Island of the Sea Wolves      | ナレーター                      | Netflixドキュメンタリー 声の出演                     | 中川慶一 |
| 2023-2024 | マリガン Mulligan                                          | Various                         | 声の出演 Netflixオリジナルアニメ                     |          |
| 2023-     | ツイステッド・メタル Twisted Metal                         | ジョー・シーノア                | 声の出演                                             | 千葉繁   |
| 2025      | Super Team Canada                                          | Breakaway                       | 声の出演                                             |          |

### テレビアニメ
- Odd Job Jack (2005)
- Danny Phantom (2005)
- All-Star American Destiny Trek (2006)
- Freak Show (2006)
- キング・オブ・ザ・ヒル King of the Hill (2007)
- Sit Down, Shut Up (2008)
- ボージャック・ホースマン (2014 - 2020)

## 参照
1. ↑  Jon Weisman. "Will Arnett", Variety, 2004-06-10. Retrieved April 12, 2007.
2. 1 2 3  IMDb profile,2007-04-12. Retrieved April 12, 2007. On the November 22, 2006 Late Night with Conan O'Brien Arnett stated that he dubs his own voice in the French versions of his movies and TV shows.
3. ↑  Sepinwall, Alan (2020年2月1日). “'BoJack Horseman' Series Finale Recap: Alone Again, Naturally” (英語). Rolling Stone. 2025年6月16日閲覧。
4. ↑  “Amy Poehler Gives Birth to Baby Boy – Babies, Amy Poehler, Will Arnett”. People Magazine (2008年10月26日). 2008年10月26日閲覧。
5. ↑  Oh, Eunice (2010年8月6日). “Amy Poehler and Will Arnett Welcome Son Abel James”. Celebrity Babies 2010年8月6日閲覧。
6. ↑  “ウィル・アーネット＆エイミー・ポーラー夫妻が離婚へ　『俺たちフィギュアスケーター』で双子スケーターを演じる”. シネマトゥデイ. (2012年9月7日) 2013年3月22日閲覧。
7. ↑  “Amy Poehler and Will Arnett Separate”. People (2012年9月6日). 2012年9月6日閲覧。
8. ↑  “『レゴバットマン ザ・ムービー』来年4・1公開決定 主人公はバットマン”. ORICON STYLE. (2016年8月26日) 2016年8月29日閲覧。